# 亀戸警察官電殺事件
亀戸警察官電殺事件（かめいどけいさつかんでんさつじけん）は、大正時代に発生した強盗犯を逮捕しようとして出動した警察官が、犯人の仕掛けた罠にかかり感電死した強盗殺人事件。亀戸電殺事件ともいう。

## 事件の概要
1913年（大正2年）4月4日午前2時ごろ、東京府南葛飾郡亀戸町大字柳島字十三間（現・東京都江東区亀戸二丁目）の小間物商の自宅で、妻が目を覚ましたところ、裏口をこじ開けて強盗が侵入しようとしている様子を認め、仰天した亭主は表口より駆け出して亀戸天神橋派出所に急報した。これを受けて、立番中の巡査（当時30歳）が出動したが、裏口に回ろうと路地に入った途端に、異様な閃光とともにうめき声を立てて倒れてしまった。これに驚いて駆け寄った亭主および義父も相次いで倒れたことから、妻が近所の住人とともに灯りをともして恐る恐る近づいてみたところ、3人が倒れている下に2本の電線が敷かれているのを発見した。この電線は、一端は隣家の屋根の上の電灯線から引かれており、もう一端は小間物商宅の便所の窓格子に絡んでいた。感電と知った人々は竹竿で電線を押しのけて3人を救出し、駆けつけた医師が応急処置を加えたものの、巡査は額に9センチほどの熱傷を受けて、多量の鼻血を出して即死状態であった。亭主は腰に熱傷を負って重傷、義父も右手指に熱傷を負っていた。
警察官1名が殉職、家人2名が重傷を負った重大事件とあって、小松川警察署に捜査本部が設置されて、警視庁からも捜査係長以下数名の刑事が応援として派出された。現場にはペンチ1丁とロウソク1本が遺留されており、いずれにも指紋等は認められなかったものの、ペンチは前日に本所緑町で20歳前後の職人に売り渡したものであることが判明した。また当日午前3時ごろ、現場から1キロメートルほど離れた人家でも衣類数点の盗難被害があり、この被害衣類を古着屋に持ち込んだ男の人相がペンチの購入者と合致したことから、重要参考人として手配された。また14日には、有楽町の肉屋および日比谷ホテルでも窃盗被害の届け出があったことから、日比谷警察署でも密行勤務を強化して警戒にあたっていた。
15日午前1時半ごろ、有楽町の洋品店に窃盗犯が侵入したところを家人に発見されて逃走したという通報があり、ただちに付近一帯の捜索を行ったところ、付近に潜伏していた男（当時20歳）が被疑者として逮捕された。逮捕後の追及により、葛飾の窃盗事件および電殺事件についても犯行を自白した。電気技術は、以前に電燈工事会社の雑役をしているときに覚えたものであった。

## 事件の裁判
1913年（大正2年）6月から東京地方裁判所で公判が始まった。この公判で被告は映画を基にしたと語った。担当検事は「方今文明が進むに従い科学の応用に依る犯罪ほど危険の重大にして範囲の拡大なるものはあらず、されば世界の大勢は多くの此種の犯罪に対し厳罰を科して以って防遏に努めつつあり、電線蜘蛛の巣の如く張られある東京市民の如き如何に此種の犯罪流行に戦慄するや知れず」と論じて、被告人のように一般市民の用いる電気を犯罪の道具にするものに対しては、厳罰を与えるべきだと主張した。1913年12月9日、東京地方裁判所において死刑が言い渡された。